# 7. januar
7. januar je 7. dan leta v gregorijanskem koledarju. Ostaja še 358 dni (359 v prestopnih letih).

## Dogodki
- 1780 – odprto gledališče v Weimarju
- 1785 – Jean-Pierre Blanchard in John Jeffries z balonom preletita Rokavski preliv
- 1789 – George Washington zmaga na prvih predsedniških volitvah v ZDA
- 1918 – Nemčija premakne 75.000 vojakov iz vzhodne na zahodno fronto
- 1942 – ustanovljen bataljon Ljuba Šercerja
- 1972 – začetek splošne stavke rudarjev v Združenem kraljestvu
- 1979 – padec režima Rdečih Kmerov v Kambodži
- 2015 – teroristični strelski napad na uredništvo francoskega satiričnega tednika Charlie Hebdo, v napadu umre 12 ljudi
- 2020 – na Dunaju priseže druga vlada pod vodstvom Sebastiana Kurza

## Rojstva
- 1355 – Thomas Woodstock, angleški plemič, 1. vojvoda Gloucester († 1397)
- 1624 – Guarino Guarini, italijanski arhitekt, matematik, teolog († 1683)
- 1652 – Pavao Ritter Vitezović, hrvaški pisatelj, zgodovinar, leksikograf († 1713)
- 1751 – François Dumont, francoski slikar († 1831)
- 1800 – Millard Fillmore († 1874)
- 1834 –
  - Dimitrij Ivanovič Mendelejev, ruski kemik († 1907)
  - Johann Philipp Reis, nemški fizik, izumitelj († 1874)
- 1837 – Thomas Henry Ismay, britanski poslovnež († 1899)
- 1844 – Stanislav Škrabec, slovenski jezikoslovec in duhovnik († 1918)
- 1845 – Paul Deussen, nemški orientalist († 1919)
- 1868 – Anton Schwab, slovenski zdravnik, skladatelj († 1938)
- 1873 – Adolph Zukor, ameriški podjetnik madžarskega rodu († 1976)
- 1899 – Francis Jean Marcel Poulenc, francoski skladatelj († 1963)
- 1900 – Karl Kovač, evangeličanski duhovnik, senior († 1983)
- 1916 – Paul Keres, estonski šahist († 1975)
- 1929 – 
  - Vid Pečjak, slovenski psiholog, pisatelj († 2016)
  - Mik Soss, slovenski glasbenik, Avsenikov baritonist († 2004)
- 1956 – David Caruso, ameriški filmski igralec
- 1964 – Nicholas Kim Coppola - Nicolas Cage, ameriški filmski igralec
- 1971 – DJ Ötzi, avstrijski pevec
- 1985 – Lewis Hamilton, britanski dirkač
- 1990 – Gregor Schlierenzauer, avstrijski smučarski skakalec
- 1993 – Jan Oblak, slovenski nogometni vratar

## Smrti
- 1131 – Knut Lavard, danski kronski princ, vojvoda Schleswiga (* 1096)
- 1263 – Neža Andeška, avstrijska in štajerska vojvodinja, koroška vojvodinja (* 1215)
- 1285 – Karel Anžujski, sicilski kralj (* 1226)
- 1325 – Denis Portugalski, portugalski kralj, pisatelj, pesnik, skladatelj (* 1261)
- 1355 – Inês de Castro, galicijska plemkinja, portugalska kraljica (* 1320)
- 1715 – François Fénelon, francoski katoliški teolog, pesnik in pisatelj (* 1651)
- 1730 – Árni Magnússon, islandski zgodovinar (* 1663)
- 1893 – Jožef Stefan, slovenski fizik, matematik, pesnik (* 1835)
- 1932 – André Louis René Maginot, francoski državnik (* 1877)
- 1943 – Nikola Tesla, srbsko-ameriški, izumitelj, fizik, elektroinženir, matematik (* 1856)
- 1951 – René Guénon - Abd al-Wahid Yahya, francoski teozof in mistik, poznavalec sufizma in indijskih filozofij (* 1886)
- 1955 – sir Arthur Keith, škotski anatom, antropolog (* 1866)
- 1957 – Jože Plečnik, slovenski arhitekt (* 1872)
- 1989 – Hirohito, japonski cesar (* 1901)
- 1998 – Vladimir Prelog, švicarski kemik hrvaškega rodu, nobelovec 1975 (* 1906)
- 2006 – Heinrich Harrer, avstrijski pianist (* 1912)
- 2021 – Tommy Lasorda, ameriški igralec bejzbola (* 1927)

## Prazniki in obredi
- nekatere pravoslavne Cerkve (koptska, jeruzalemska, ruska, srbska in gruzijska) - božič

## Goduje
- sveti Lucijan Antiohijski
- sveti Janez Nepomuk Neumann